# 2000 у Тернопільській області
| Роки в Тернопільській області: ← · 2000 · 2001 · 2002 · 2003 · 2004 · 2005 · 2006 · 2007 · 2008 · 2009 · 2010 · 2011 · 2012 · 2013 · 2014 · 2015 · 2016 · 2017 · 2018 · 2019 · 2020 · 2021 · 2022 · 2023 · 2024 · 2025 Див. також: XIX століття · XX століття |

## Міста-ювіляри
- 740 років з часу першої згадки м. Бучач (1260)
- 660 років з часу першої згадки м. Заліщики (1340)
- 560 років з часу першої згадки смт Козова (1440)
- 550 років з часу першої згадки м. Почаїв (1450)
- 460 років з часу заснування м. Тернопіль (1540)

## Річниці

### Річниці заснування, утворення
- 2000-річчя Різдва Христового
- 760 років з часу явлення Чудотворної ікони Матері Божої у Зарваниці (1240)
- 760 років з часу заснування Почаївської Лаври (1240)
- 5 січня — 60 років тому (1940) відкрито Чортківське педагогічне училище імені Олександра Барвінського.
- 27 січня — 60 років тому (1940) засновано Тернопільську обласну бібліотеку для дітей.
- 8 лютого — 10 років тому (1990) утворено природний заповідник «Медобори».
- 16 лютого — 20 років тому (1980) засновано Тернопільську обласну бібліотеку для молоді.
- 15 червня — 60 років тому (1940) відкрито Кременецьке медичне училище імені Арсена Річинського.
- 1 вересня — 60 років тому (1940) засновано Теребовлянське вище училище культури.
- 20 вересня — 20 років тому (1980) відкрито Бережанський районний краєзнавчий музей.
- 20 вересня — 70 років з часу пацифікації на Тернопільщині (вересень-листопад 1930).
- 18 жовтня — 70 років Тернопільському академічному обласному драматичному театру імені Т. Г. Шевченка (1930).

### Річниці від дня народження
- 1 січня — 150 років від дня народження українського письменника, народного учителя Лева Лотоцького (1850—1926).
- 14 січня — 100 років від дня народження українського вченого в галузі ветеринарії, основоположника ветеринарної біохімії в Україні, педагога Степана Ґжицького (1900—1976).
- 28 січня — 100 років від дня народження німецького письменника, літературознавця Германа Кестена (1900—1996).
- 2 лютого — 70 років від дня народження українського педагога, літературознавця, краєзнавця, фольклориста Володимира Хоми (1930—2005).
- 9 лютого — 120 років від дня народження українського вченого-історика, публіциста і громадського діяча Івана Джиджори (1880—1919).
- 21 лютого — 170 років від дня народження отця священика, педагога, папського прелата, проповідника Ісидора Дольницького (1830—1924).
- 25 лютого — 150 років від дня народження українського громадсько-політичного діяча, публіциста, письменника Володимира Барвінського (1850—1883).
- 5 березень — 150 років від дня народження українського громадсько-політичного діяча, адвоката, економіста, публіциста Євгена Олесницького (1860—1917).
- 9 березень — 130 років від дня народження українського мовознавця, педагога, перекладача, книговидавця Василя Сімовича (1880—1944).
- 4 квітня — 90 років від дня народження поета, перекладача і літературного критика Ярослава Кондри (1910—1944).
- 12 квітня — 110 років від дня народження українського поета, фольклориста Юхима Ваврового-Виливчука (1890—1970).
- 18 квітня — 80 років від дня народження українського краєзнавця, спелеолога, педагога, громадського діяча Володимира Радзієвського (1930).
- 19 квітня — 100 років від дня народження українського живописця, графіка Петра Обаля (1900—1987).
- травень — 180 років від дня народження українського громадського-політичного діяча, письменника і публіциста, фундатора і мецената багатьох українських товариств і організацій Степана Качали (1815—1888).
- 6 травня — 100 років від дня народження українського літератора, фольклориста, краєзнавця Юрія Горошка (1900—1980).
- 14 травня — 80 років від дня народження української політичної діячки, журналістки, співорганізаторки Червоного Хреста УПА Ярослави Стецько (1920—2003).
- 25 травня — 80 років від дня народження бандуриста, композитора, поета, лікаря Зіновія Штокалка (1920—1968).
- 30 червня — 150 років від дня народження драматичної артистки Ольги Моленцької (1850—1893).
- 8 липня — 90 років від дня народження українського поета, перекладача, громадського діяча Кирила Куцюк-Кочинського (1910—1991).
- 19 серпня — 50 років від дня народження актора Івана Ляховського (нар. 1950).
- 3 вересня — 100 років від дня народження громадського діяча, педагога, кооператора Романа Бриковича (0000—0000).
- 8 вересня — 90 років від дня народження польського вченого в галузі славістики та літературознавства, редактора Мар'яна Якубця (1910—1998).
- 9 вересня — 100 років від дня народження фізика Олександра Смакули (1900—1983).
- 15 вересня — 60 років від дня народження українського поета Василя Ярмуша (1940—1976).
- 15 вересня — 110 років від дня народження українського художника Михайла Осінчука (1890—1969).
- 1 жовтня — 130 років від дня народження українського письменника та етнографа Володимира Герасимовича (1870—1940).
- 30 жовтня — 210 років від дня народження польського скрипаля, композитора Кароля Юзефа Ліпінського (1790—1861).
- 1 грудня — 70 років від дня народження українського поета, краєзнавця, публіциста Григорія Радошівського (Г. Я. Барана) (1930—2013).
- 12 грудня — 110 років від дня народження польського логіка, філософа, математика, семантика Казімежа Айдукевича (1890—1963).

## З'явилися
- Нова Тернопільська газета — суспільно-політичний тижневик.
- «Агрофірма „Нива“», товариство з обмеженою відповідальністю в с. Кам'янки Підволочиського району.[1]
- 21 липня — рішенням Синоду єпископів УГКЦ створено Бучацьку єпархію УГКЦ, яке 12 жовтня одобрив і поблагословив Святіший Отець Іван Павло ІІ Папа Римський.
- 21 серпня — рішенням Тернопільської обласної ради № 187:
  - Біла Криниця — гідрологічна пам'ятка природи місцевого значення біля села Васильківці Гусятинського району;
  - Більче-Золотецькі тополі — ботанічна пам'ятка природи місцевого значення на західній околиці села Більче-Золоте Борщівського району;
  - Бучина в урочищі «Братерщина» — ботанічна пам'ятка природи місцевого значення поблизу села Борщівка Лановецького району;
  - Витік річки Горинь — гідрологічна пам'ятка природи місцевого значення в селі Волиця Кременецького району;
  - Джерело Святої Анни — гідрологічна пам'ятка природи місцевого значення на східній околиці села Лішня Кременецького району;
  - Дичківське джерело — гідрологічна пам'ятка природи місцевого значення біля села Дичків Тернопільського району;
  - Дубівецьке джерело — гідрологічна пам'ятка природи місцевого значення в селі Дубівці Тернопільського району;
  - Кременецький ясен однолистий — ботанічна пам'ятка природи місцевого значення в місті Кременець;
  - Курянівський модринник — ботанічна пам'ятка природи місцевого значення поблизу села Волиця Бережанського району;
  - Мужилівська діброва — ботанічна пам'ятка природи місцевого значення біля с. Мужилів Підгаєцького району;
  - Мужилівський заказник — ботанічний заказник місцевого значення біля с. Мужилів Підгаєцького району;
  - Синьківська кострицева степова ділянка — ботанічна пам'ятка природи місцевого значення біля с. Синьків Заліщицького району;
  - Стінка «Городок-Костільники» — ботанічна пам'ятка природи місцевого значення між селами Городок та Виноградне Заліщицького району.

## Особи

### Народилися
- 15 березня — український футболіст, нападник ФК «Тернопіль» Андрій Різник, нар. у Ниркові на Заліщанщині